# Hadrurochactas schaumii
Espèce
Synonymes
- Chactas schaumii Karsch, 1880
- Chactas quinquedentatus Karsch, 1880
- Hadrurochactas sclateri Pocock, 1893

Hadrurochactas schaumii est une espèce de scorpions de la famille des Chactidae.

## Distribution
Cette espèce se rencontre en Guyane, au Suriname, au Guyana et au Venezuela dans l'État de Bolívar.

## Systématique et taxinomie
Cette espèce a été décrite sous le protonyme Chactas schaumii par Karsch en 1880. Elle est placée dans le genre Hadrurochactas par Kraepelin en 1894 qui dans le même temps place Hadrurochactas sclateri et Chactas quinquedentatus en synonymie.

## Étymologie
Cette espèce est nommée en l'honneur de Hermann Rudolf Schaum.

## Publication originale
- Karsch, 1880 : Arachnologische Blätter (Decas I). Zeitschrift für die gesammten Naturwissenschaften, vol. 53, p. 373-409.